# Joaquim Távora
Joaquim Távora este un oraș în Paraná (PR), Brazilia.